# Buellia americana
Buellia americana är en lavart som först beskrevs av Fée, och fick sitt nu gällande namn av Alexander Zahlbruckner 1931. Buellia americana ingår i släktet Buellia och familjen Caliciaceae.   Inga underarter finns listade i Catalogue of Life.